# Copa CECAFA 2008
La Copa CECAFA del 2008 fue la edición número 32 del campeonato de la región del África del Este.
Todos los partidos se jugaron en Kampala y Jinja del 31 de diciembre hasta el 13 de enero.

## Información
- Eritrea no formó parte del torneo por peleas internas en su federación. Su reemplazante fue  Zambia.
- Etiopía no participó porque atravesaba una suspensión de la FIFA.
- El ganador del torneo se llevó $30,000, el segundo $20,000 y el tercero $10,000.

## Grupo A
| Equipo   | Pts | Pld | W | D | L | GF | GA | GD |
| -------- | --- | --- | - | - | - | -- | -- | -- |
| Uganda   | 10  | 4   | 3 | 1 | 0 | 10 | 1  | +9 |
| Tanzania | 6   | 4   | 2 | 0 | 2 | 5  | 4  | +1 |
| Ruanda   | 6   | 4   | 2 | 0 | 2 | 6  | 6  | 0  |
| Zanzíbar | 4   | 4   | 1 | 1 | 2 | 3  | 5  | -2 |
| Somalia  | 3   | 4   | 1 | 0 | 3 | 1  | 9  | -8 |

| 1 de enero de 2009, 14:00 | Zanzíbar                     | 2:0 (1:0) | Somalia | Estadio Nacional Nelson Mandela, Kampala |  |
|                           | Aggrey Morris 23' 90' (pen.) |           |         |                                          |  |

| 1 de enero de 2009, 16:00 | Ruanda | 0:4 (0:0) | Uganda                                                                            | Estadio Nacional Nelson Mandela, Kampala |  |
|                           |        |           | Tony Mawejje 59' · Simon Masaba 68' (pen.) · Bryan Omwony 85' · Stephen Bengo 87' |                                          |  |

| 3 de enero de 2009, 14:00 | Somalia               | 1:0 (1:0) | Tanzania | Estadio Nakivubo, Kampala |  |
|                           | Cisse Adan Abshir 14' |           |          |                           |  |

| 3 de enero de 2009, 16:00 | Uganda | 0:0 | Zanzíbar | Estadio Nakivubo, Kampala |  |

| 5 de enero de 2009, 14:00 | Tanzania                             | 2:1 (1:1) | Zanzíbar         | Estadio Nakivubo, Kampala |  |
|                           | Danny Mrwanda 13' · Athuman Iddy 78' |           | Nadir Haroub 21' |                           |  |

| 5 de enero de 2009, 16:00 | Ruanda                                  | 3:0 (0:0) | Somalia | Estadio Nakivubo, Kampala |  |
|                           | Eric Gesana 67' 85' · Kamana Bokota 87' |           |         |                           |  |

| 7 de enero de 2009, 14:00 | Uganda                                        | 4:0 (2:0) | Somalia | Estadio Nakivubo, Kampala |  |
|                           | Tony Mawejje 31' 39' 65' · Geoffrey Massa 75' |           |         |                           |  |

| 7 de enero de 2009, 16:00 | Ruanda | 0:2 (0:2) | Tanzania                             | Estadio Nakivubo, Kampala |  |
|                           |        |           | Mrisho Ngassa 10' · Athuman Iddy 44' |                           |  |

| 9 de enero de 2009, 14:00 | Uganda                               | 2:1 (2:0) | Tanzania              | Estadio Nakivubo, Kampala |  |
|                           | Bryan Omwony 11' · Stephen Bengo 27' |           | Salum Sued 47' (pen.) |                           |  |

| 9 de enero de 2009, 16:00 | Ruanda                                              | 3:0 (3:0) | Zanzíbar | Estadio Nakivubo, Kampala |  |
|                           | Jean Lomani 12' · Jean Hakiri 17' · Eric Gesana 39' |           |          |                           |  |

## Grupo B
| Equipo  | Pts | Pld | W | D | L | GF | GA | GD  |
| ------- | --- | --- | - | - | - | -- | -- | --- |
| Kenia   | 8   | 4   | 2 | 2 | 0 | 6  | 1  | +5  |
| Burundi | 7   | 4   | 2 | 1 | 1 | 6  | 2  | +4  |
| Sudán   | 5   | 4   | 1 | 2 | 1 | 3  | 2  | +1  |
| Zambia  | 5   | 4   | 1 | 2 | 1 | 4  | 3  | +1  |
| Yibuti  | 1   | 4   | 0 | 1 | 3 | 2  | 13 | -11 |

| 31 de diciembre de 2008, 14:00 | Sudán | 0:0 | Kenia | Estadio Bugembe, Jinja |  |

| 31 de diciembre de 2008, 16:00 | Zambia                                        | 3:0 (3:0) | Yibuti | Estadio Bugembe, Jinja |  |
|                                | Given Singouluma 25' 40' · Jonas Sakuwaha 43' |           |        |                        |  |

| 2 de enero de 2009, 14:00 | Kenia | 0:0 | Zambia | Estadio Bugembe, Jinja |  |

| 2 de enero de 2009, 16:00 | Yibuti | 0:4 (0:2) | Burundi                                     | Estadio Bugembe, Jinja |  |
|                           |        |           | Eric Catoto 5' 8' · Claude Nahimana 55' 78' |                        |  |

| 4 de enero de 2009, 14:00 | Sudán                | 1:1 (1:0) | Yibuti          | Estadio Bugembe, Jinja |  |
|                           | El-Taiyb El-Mahi 19' |           | Ahmed Daher 52' |                        |  |

| 4 de enero de 2009, 16:00 | Zambia           | 1:1 (0:0) | Burundi               | Estadio Bugembe, Jinja |  |
|                           | Rodgers Kola 57' |           | Claude Nahimana 90+1' |                        |  |

| 6 de enero de 2009, 14:00 | Yibuti          | 1:5 (0:2) | Kenia                                                                 | Estadio Bugembe, Jinja |  |
|                           | Ahmed Daher 60' |           | Francis Ouma 4' 15' 90+3' · Joseph Shikokoti 47' · George Owino 90+2' |                        |  |

| 6 de enero de 2009, 16:00 | Burundi        | 1:0 (1:0) | Sudán | Estadio Bugembe, Jinja |  |
|                           | Eric Catoto 7' |           |       |                        |  |

| 8 de enero de 2009, 14:00 | Sudán                                         | 2:0 (1:0) | Zambia | Estadio Bugembe, Jinja |  |
|                           | Abd El Hamid Amari 33' · El-Taiyb El-Mahi 62' |           |        |                        |  |

| 8 de enero de 2009, 16:00 | Burundi | 0:1 (0:0) | Kenia                     | Estadio Bugembe, Jinja |  |
|                           |         |           | Osborne Monday 60' (pen.) |                        |  |

## Semifinales
| 11 de enero de 2009, 14:00 | Kenia                              | 2:1 (2:0) | Tanzania          | Estadio Nakivubo, Kampala |  |
|                            | Francis Ouma 18' · John Baraza 21' |           | Danny Mrwanda 79' |                           |  |

| 11 de enero de 2009, 16:00 | Burundi | 0:5 (0:1) | Uganda                                                                              | Estadio Nakivubo, Kampala |  |
|                            |         |           | Bryan Omwony 30' 83' · Andrew Mwesigwa 46' · Stephen Bengo 53' · Geoffrey Massa 62' |                           |  |

## Tercer lugar
| 13 de enero de 2009, 14:00 | Tanzania                                                 | 3:2 (1:2) | Burundi                                           | Estadio Nakivubo, Kampala |  |
|                            | Mrisho Ngassa 2' · Nizar Khalfan 68' · Danny Mrwanda 73' |           | Abdallah Imantona 5' (pen.) · Jaffar Jumipili 42' |                           |  |

## Final
| 13 de enero de 2009, 16:00 | Uganda           | 1:0 (1:0) | Kenia | Estadio Nakivubo, Kampala |  |
|                            | Bryan Omwony 16' |           |       |                           |  |

| Uganda         |
| Campeón Uganda |
| Décimo título  |

## Goleadores
| Jugador            | Selección | Goles |
| ------------------ | --------- | ----- |
| Bryan Omwony       | Uganda    | 5     |
| Tony Mawejje       | Uganda    | 4     |
| Francis Ouma       | Kenia     | 4     |
| Eric Gesana        | Ruanda    | 3     |
| Stephen Bengo      | Uganda    | 3     |
| Danny Mrwanda      | Tanzania  | 3     |
| Eric Catoto        | Burundi   | 3     |
| Claude Nahimana    | Burundi   | 3     |
| Aggrey Morris      | Zanzíbar  | 2     |
| Given Singouluma   | Zambia    | 2     |
| Mrisho Ngassa      | Tanzania  | 2     |
| Geofrrey Massa     | Uganda    | 2     |
| El-Taiyb El-Mahi   | Sudán     | 2     |
| Ahmed Daher        | Yibuti    | 2     |
| Athuman Iddy       | Tanzania  | 2     |
| Cisse Adan Abshir  | Somalia   | 1     |
| Jonas Sakuwaha     | Zambia    | 1     |
| Simon Masaba       | Uganda    | 1     |
| Rodgers Kola       | Zambia    | 1     |
| Nadir Haroub       | Zanzíbar  | 1     |
| Kamana Bokota      | Ruanda    | 1     |
| Joseph Shikokoti   | Kenia     | 1     |
| George Owino       | Kenia     | 1     |
| Salum Sued         | Tanzania  | 1     |
| Jean Lomani        | Ruanda    | 1     |
| Jean Hakiri        | Ruanda    | 1     |
| Abd El Hamid Amari | Sudán     | 1     |
| Osborne Monday     | Kenia     | 1     |
| John Baraza        | Kenia     | 1     |
| Andrew Mwesigwa    | Uganda    | 1     |
| Abdallah Imantona  | Burundi   | 1     |
| Jaffar Jumipili    | Burundi   | 1     |
| Nizar Khalfan      | Tanzania  | 1     |